# علاقة تطابق
علاقة التطابق في صورة ذهنية تعني حضور وجه مماثلة بين 3 عناصر على الأقل حيث تشكل العناصر الثلاثة مجموعة يرتبط بعضها بكلها علاقة مماثلة. وعلاقة التطابق في الحساب أو الجبر توافق أو تماثل بين عددين صحيحين وعدد صحيح موجب فنقول:

العددين الصحيحين a و b في علاقة تطابق مع بقية عدد صحيح موجب n،

إذا: مضاعفهما من العدد n متخالف. 

أو لأن العددين عليهما نفس الباقي عند قسمتهما على n. أي:
{\displaystyle r\left\lfloor {a \over n}\right\rfloor =r\left\lfloor {b \over n}\right\rfloor }
غالبا تُكتب الصياغة على النحو التالي: 

{\displaystyle a\equiv b\ ({\hbox{mod}}\ n).}

(نقرأ: a و b في علاقة تطابق مع بقية n) [بحاجة لدقة أكثر].

## أمثلة
{\displaystyle 2\equiv 5\ ({\hbox{mod}}\ 3),}
لأن: 5 - 2 = 3 مضاعف 3.

ولأن: 5 % 3 = 2; و 2 % 3 = 2.
كذلك:
{\displaystyle 6\equiv 0\ ({\hbox{mod}}\ 3).}
أما:
{\displaystyle 2\not \equiv 5\ ({\hbox{mod}}\ 6),}
لأن: 5 - 2 = 3 مضاعف 3 و مضاعف لـ 6 أيضا.